# Alexandre Desplat

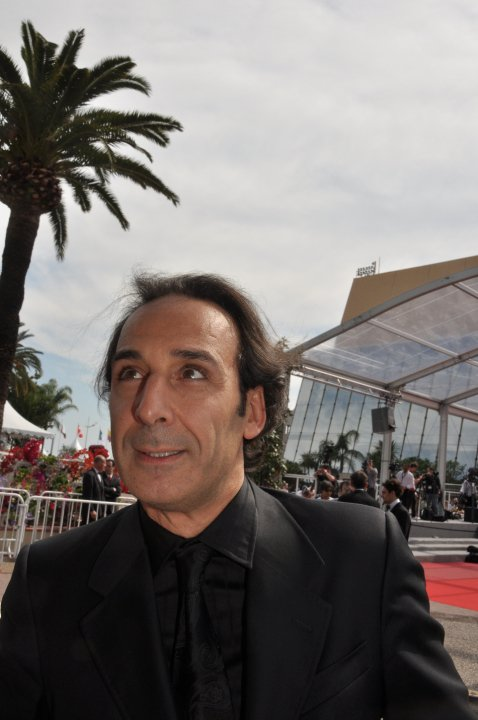
Alexandre Desplat (Cannes, 2010)

Alexandre Michel Gérard Desplat (* 23. srpna 1961, Paříž) je francouzský hudební skladatel a dirigent, autor filmové hudby. Za nejlepší hudbu k filmům obdržel několik ocenění – za drama Králova řeč cenu BAFTA (2011), za snímek Barevný závoj Zlatý glóbus (2007) a za drama Tlukot mého srdce se zastavil a thriller Muž ve stínu dva Césary (2006, 2011).

## Osobní život
Narodil se roku 1961 v Paříži francouzskému otci a řecké matce, kteří se poznali na Kalifornské univerzitě v Berkeley. Po svatbě se manželé vrátili do Paříže, kde se narodili Alexandre Desplat a jeho starší bratr Vic Desplat.
Od pěti let hraje na klavír. Učil se také na flétnu a trubku. Ve Francii studoval u Clauda Ballifa a Iannise Xenakise, ve Spojených státech pak u Jacka Hayese.

## Filmografie

### Skladatel

#### Filmy
- 2015
  - –  Dánská dívka
- 2014
  - – Kód Enigmy
  - – Unbroken
  - – Godzilla
  - – Grandhotel Budapešť
  - – The Monuments Men
- 2012
  - –  Až vyjde měsíc
- 2011
  - –  La Fille du puisatier
  - –  Harry Potter a Relikvie smrti – část 2
  - –  Largo Winch (Tome 2)
  - –  Strom života
  - –  Za lepší život
- 2010
  - –  Harry Potter a Relikvie smrti – část 1
  - –  Králova řeč
  - –  Muž ve stínu
  - –  Tamara Drewe
  - –  Zvláštní vztahy (televizní film)
- 2009
  - – L'Armée du crime
  - –  Coco Chanel
  - –  Fantastický pan Lišák
  - –  Chéri
  - –  Julie a Julia
  - –  Prorok
  - –  Twilight sága: Nový měsíc
- 2008
  - – Afterwards
  - –  Largo Winch
  - –  Podivuhodný případ Benjamina Buttona
- 2007
  - –  Blonďáček
  - –  Mezi nepřáteli
  - –  Říše hraček
  - –  Touha, opatrnost
  - –  Zlatý kompas
- 2006
  - – Alibi
  - –  Barevný závoj
  - –  Dablér
  - –  Firewall
  - –  Královna
  - – Píseň pro tebe
- 2005
  - –  Casanova
  - –  Jediná noc
  - –  Rukojmí
  - –  Syriana
  - –  Tlukot mého srdce se zastavil
  - –  Tu vas rire, mais je te quitte
  - –  Vztekle tvá
- 2004
  - – À boire
  - –  Korsický případ
  - –  Le Pays des enfants perdus (televizní film)
  - –  Zrození
- 2003
  - – Les Baisers des autres
  - –  Les Beaux jours (televizní film)
  - –  Bratrstvo ticha
  - –  Co vtip, to mrtvola
  - –  Dívka s perlou
  - –  Inquiétudes
  - –  Ptačí chřipka (televizní film)
  - –  Stormy Weather
  - –  Tristan: Romantický vrah
  - –  Žádostivá těla
- 2002
  - – Madame Sans Gene (televizní film)
  - –  Tous les chagrins se ressemblent (televizní film)
  - –  Une autre femme (televizní film)
  - –  Vosí hnízdo
- 2001
  - –  Barnie a jeho mrzutosti
  - –  Čti mi ze rtů
  - –  Mauvais genres
  - –  Na venkově (televizní film)
  - –  Les Portes de la gloire
  - –  Reines d'un jour
- 2000
  - –  Amazonka
  - –  Lužinova obrana
  - –  Vive nous!
- 1999
  - –  Brigade spéciale (televizní seriál)
  - –  C'est pas ma faute!
  - –  Le Château des singes
  - –  Juliette (televizní film)
  - – Monsieur Naphtali
  - –  N'oublie pas que tu m'aimes (televizní film)
  - –  Petits nuages d'été (televizní film)
  - –  Retour à Fonteyne (televizní film)
  - –  Rien à faire
  - –  Les Ritaliens (televizní film)
  - –  Toni
- 1998
  - –  Atilano, presidente
  - –  La Femme du cosmonaute
  - –  Poloviční šance
  - –  Restons groupés
  - –  Une minute de silence
- 1997
  - – Sous les pieds des femmes
  - –  Un petit grain de folie (televizní film)
  - –  La Voisine (televizní film)
- 1996
  - – Le Cri de la soie
  - –  D'amour et d'eau salée (televizní film)
  - –  L'Enfer vert (televizní film)
  - –  Love, etc.
  - –  Lucky Punch
  - –  Passage à l'acte
  - –  Tout ce qui brille (televizní film)
  - –  Un héros très discret
- 1995
  - –  Bons baisers de Suzanne
  - –  Le Fils de Paul (televizní film)
  - –  Marie-Louise ou la permission
  - –  Nevinné lži
  - –  Le Plus bel âge...
  - –  Quand je serai grand, mon père il sera policier
  - –  Tisíce
- 1994
  - –  Regarde les hommes tomber
- 1993
  - –  Hodina prasete
  - –  J'aime pas qu'on m'aime (televizní film)
  - –  Jour de fauche
  - – Le Paradis absolument (televizní film)
  - – Le Tronc
- 1992
  - –  Au nom du père et du fils
  - – Lapse of Memory
  - –  Papa veut pas que je t'épouse (televizní film)
  - –  Sexes faibles!
- 1991
  - –  Family Express
  - – Rossignol de mes amours
  - –  Simon courage
- 1988
  - –  Pif et Hercule (televizní seriál)
- 1985
  - –  Ki lo sa?

#### Seriály
| Rok  | Název                           |
| ---- | ------------------------------- |
| 1989 | Pif a Herkules                  |
| 1999 | Brigaide Spéciale               |
| 2001 | Rodinné příběhy: Na venkově     |
| 2016 | Lovci trollů: Příběhy z Arkádie |
| 2016 | Marseille                       |
| 2024 | Režim                           |

#### Dokumentární filmy
| Rok  | Název                                                 |
| ---- | ----------------------------------------------------- |
| 2001 | Home Sweet Home                                       |
| 2002 | Michel Audiard et le mystère du triangle des Bermudes |
| 2007 | Ségo et Sarko sont dans un bateau                     |
| 2011 | Roman Polanski: Můj život                             |
| 2016 | Francie                                               |
| 2017 | 12 dní                                                |
| 2022 | A Cooler Climate                                      |

### Herec
| Rok  | Název              |
| ---- | ------------------ |
| 1991 | Můj život je peklo |
| 2014 | Památkáři          |

## Ocenění

### César
| Rok  | Film                          | Kategorie              | Výsledek  |
| ---- | ----------------------------- | ---------------------- | --------- |
| 1997 | Un héros très discret         | Nejlepší filmová hudba | nominace  |
| 2002 | Čti mi ze rtů                 | Nejlepší filmová hudba | nominace  |
| 2006 | Tlukot mého srdce se zastavil | Nejlepší filmová hudba | vítězství |
| 2008 | Mezi nepřáteli                | Nejlepší filmová hudba | nominace  |
| 2010 | Prorok                        | Nejlepší filmová hudba | nominace  |
| 2011 | Muž ve stínu                  | Nejlepší filmová hudba | vítězství |
| 2013 | Na dřeň                       | Nejlepší filmová hudba | vítězství |
| 2014 | Venuše v kožichu              | Nejlepší filmová hudba | nominace  |
| 2019 | Bratři Sistersovi             | Nejlepší filmová hudba | nominace  |
| 2020 | Žaluji!                       | Nejlepší filmová hudba | nominace  |

### Oscar
| Rok  | Film                                 | Kategorie      | Výsledek  |
| ---- | ------------------------------------ | -------------- | --------- |
| 2007 | Královna                             | Nejlepší hudba | nominace  |
| 2009 | Podivuhodný případ Benjamina Buttona | Nejlepší hudba | nominace  |
| 2010 | Fantastický pan Lišák                | Nejlepší hudba | nominace  |
| 2011 | Králova řeč                          | Nejlepší hudba | nominace  |
| 2013 | Argo                                 | Nejlepší hudba | nominace  |
| 2014 | Philomena                            | Nejlepší hudba | nominace  |
| 2015 | Grandhotel Budapešť                  | Nejlepší hudba | vítězství |
| 2015 | Kód Enigmy                           | Nejlepší hudba | nominace  |
| 2018 | Tvář vody                            | Nejlepší hudba | vítězství |
| 2019 | Psí ostrov                           | Nejlepší hudba | nominace  |
| 2020 | Malé ženy                            | Nejlepší hudba | nominace  |

### Zlatý glóbus
| Rok  | Film                                           | Kategorie              | Výsledek  |
| ---- | ---------------------------------------------- | ---------------------- | --------- |
| 2004 | Dívka s perlou                                 | Nejlepší hudba         | nominace  |
| 2006 | Syriana                                        | Nejlepší hudba         | nominace  |
| 2007 | Barevný závoj                                  | Nejlepší hudba         | vítězství |
| 2009 | Podivuhodný případ Benjamina Buttona           | Nejlepší hudba         | nominace  |
| 2011 | Králova řeč                                    | Nejlepší hudba         | nominace  |
| 2013 | Argo                                           | Nejlepší hudba         | nominace  |
| 2015 | Kód Enigmy                                     | Nejlepší hudba         | nominace  |
| 2016 | Dánská dívka                                   | Nejlepší hudba         | nominace  |
| 2018 | Tvář vody                                      | Nejlepší hudba         | vítězství |
| 2019 | Psí ostrov                                     | Nejlepší hudba         | nominace  |
| 2020 | Malé ženy                                      | Nejlepší hudba         | nominace  |
| 2021 | Půlnoční nebe                                  | Nejlepší hudba         | nominace  |
| 2022 | Francouzská depeše Liberty, Kansas Evening Sun | Nejlepší hudba         | nominace  |
| 2023 | Pinocchio Guillerma del Tora                   | Nejlepší filmová píseň | nominace  |

### BAFTA
| Rok  | Film                                           | Kategorie      | Výsledek  |
| ---- | ---------------------------------------------- | -------------- | --------- |
| 2003 | Dívka s perlou                                 | Nejlepší hudba | nominace  |
| 2006 | Královna                                       | Nejlepší hudba | nominace  |
| 2009 | Podivuhodný případ Benjamina Buttona           | Nejlepší hudba | nominace  |
| 2010 | Fantastický pan Lišák                          | Nejlepší hudba | nominace  |
| 2011 | Králova řeč                                    | Nejlepší hudba | vítězství |
| 2013 | Argo                                           | Nejlepší hudba | nominace  |
| 2015 | Grandhotel Budapešť                            | Nejlepší hudba | vítězství |
| 2018 | Tvář vody                                      | Nejlepší hudba | vítězství |
| 2019 | Psí ostrov                                     | Nejlepší hudba | nominace  |
| 2020 | Malé ženy                                      | Nejlepší hudba | nominace  |
| 2022 | Francouzská depeše Liberty, Kansas Evening Sun | Nejlepší hudba | nominace  |
| 2023 | Pinocchio Guillerma del Tora                   | Nejlepší hudba | nominace  |